# The Day I Tried to Live
The Day I Tried to Live – singel i utwór amerykańskiej grupy rockowej Soundgarden, napisany przez frontmana zespołu Chrisa Cornella. „The Day I Tried to Live” został wydany w 1994 roku jako drugi singel promujący czwarty pełny album zespołu, „Superunknown”. Piosenka trwa 5 minut i 19 sekund, zajmuje 10. pozycję na płycie. Utwór odnotowano na 13. pozycji w zestawieniu Billboard Mainstream Rock Tracks. „The day i tried to live” został uwzględniony na „A-Sides”, wydanym w 1997 roku kompilacyjnym albumie zespołu zawierającym największe przeboje grupy. Do piosenki nakręcono teledysk.

## Kompozycja
Autorem muzyki i tekstu jest Chris Cornell. Strój to podobnie jak w większości utworów Soundgarden: E-E-B-B-B-E. Piosenka posiada zmienne metrum: przez większą część utworu jest to 7/8, następnie zaś 4/4. Gitarzysta Kim Thayil powiedział, że zwykle zespół nie uważa, że ustalanie metrum bierze pod uwagę dopiero po napisaniu utworu oraz że stosowanie „dziwnego” metrum było „całkowicie przypadkowe”.

## Znaczenie tekstu
Chris Cornell o tekście:
„Chodzi o to, iż próbuje wyjść z samotności, z czym zawsze miałem problem. Staram się być normalny, wyjść z domu i spędzać czas wśród innych ludzi. Mam tendencje do zamykania się w sobie i niewidywania się z ludźmi przez bardzo długo. Ta piosenka mimo wszystko jest pełna nadziei. Zwłaszcza wers: „Jeszcze jeden raz Może to załatwić””.

## Wydanie i odbiór
„The Day i Tried to Live” został wydany jako drugi singel promujący album „Superunknown”. Nie odniósł on jednak takiego sukcesu, jak inne single: „Spoonman” i „Black Hole Sun”. Zadebiutował na 13. miejscu na liście Billboard Mainstream Rock Tracks oraz 25. na liście Billboard Modern Rock Tracks. Poza Stanami Zjednoczonymi, singel wydano w Hiszpanii, Wielkiej Brytanii i Kanadzie. W Kanadzie „The Day I Tried to Live” został odnotowany w zestawieniu Alternative Top 30 gdzie dotarł do 27. miejsca i był tam 2 tygodnie.

## Covery
Swoją wersję „The Day i Tried to Live” zaprezentował progresywno-metalowy zespół Between the Buried and Me na wydanym w 2006 albumie The Anatomy Of.

## Teledysk
Teledysk do „The Day i tried to live” wyreżyserował Matt Mahurin, który wcześniej współpracował z Soundgarden podczas reżyserowania teledysku do „Outshined”. Wideo przedstawia pacjenta, który w trakcie snu wykonuje różne akrobacje, a następnie zaczyna lewitować. Na przemian występują sceny z zespołem, wykonującym piosenkę w kotłowni. Po pierwszym refrenie instrumenty zaczynają płonąć. Teledysk wydano w kwietniu 1994 roku i jest on dostępny na „Alive in Superunknown, a także ukazał się na retrospektywnym box-secie „Telephantasm” w limitowanej edycji na DVD.

## Lista utworów
Single CD (USA, Wielka Brytania), i 12" płyta winylowa (Wielka Brytania):
| Nr |  | Tytuł                     | Tekst         | Muzyka        | Długość |
| -- |  | ------------------------- | ------------- | ------------- | ------- |
| 1. |  | „The Day I Tried to Live” | Chris Cornell | Chris Cornell | 5:20    |
| 2. |  | „Like Suicide (acoustic)” | Chris Cornell | Chris Cornell | 6:12    |
| 3. |  | „Kickstand (live)” *      | Chris Cornell | Kim Thayil    | 1:58    |

- Nagrany na żywo, 20 sierpnia 1993 roku, w Jones Beach Amphitheater w Nowym Jorku.

Single CD (Hiszpania):
| Nr |  | Tytuł                     | Tekst         | Muzyka                   | Długość |
| -- |  | ------------------------- | ------------- | ------------------------ | ------- |
| 1. |  | „The Day I Tried to Live” | Chris Cornell | Chris Cornell            | 5:20    |
| 2. |  | „Limo Wreck”              | Chris Cornell | Kim Thayil, Matt Cameron | 5:47    |

Winyl i kaseta (Wielka Brytania):
| Nr |  | Tytuł                     | Tekst         | Muzyka        | Długość |
| -- |  | ------------------------- | ------------- | ------------- | ------- |
| 1. |  | „The Day I Tried to Live” | Chris Cornell | Chris Cornell | 5:20    |
| 2. |  | „Like Suicide (acoustic)” | Chris Cornell | Chris Cornell | 6:12    |

Winyl (USA):
| Nr |  | Tytuł                     | Tekst         | Muzyka        | Długość |
| -- |  | ------------------------- | ------------- | ------------- | ------- |
| 1. |  | „The Day I Tried to Live” | Chris Cornell | Chris Cornell | 5:20    |

## Twórcy
- Chris Cornell – wokal, gitara rytmiczna
- Kim Thayil – gitara prowadząca
- Ben Shepherd – gitara basowa
- Matt Cameron – perkusja, chórki

## Pozycje w zestawieniach
| Zestawienie (1994)          | Pozycja |
| --------------------------- | ------- |
| UK Singles Chart            | 42      |
| Zestawienie (1995)          | Pozycja |
| US Mainstream Rock Tracks   | 13      |
| US Modern Rock Tracks       | 25      |
| Canadian RPM Alternative 30 | 27      |